# Quartier Latin Académia
 (novembre 2020).
Si vous disposez d'ouvrages ou d'articles de référence ou si vous connaissez des sites web de qualité traitant du thème abordé ici, merci de compléter l'article en donnant les références utiles à sa vérifiabilité et en les liant à la section « Notes et références ».
Quartier Latin Académia, aussi appelé Academia ou L'Akademia, est un groupe de musique congolais dirigé par Sam Tshintu et fondé par Dolce Parabolique Somono et Lebou Kabuya en février 1999. Le groupe est formé par plusieurs membres se séparant du groupe Quartier Latin International de Koffi Olomide après des concerts à l'Olympia de Paris ,Zénith ,Carling Brixton Academy ,Monchengladbach  et des litiges présumés concernant leur rémunération.
Le groupe se sépare en 2005 et reste sous les ordres de Sam Tshintu.

## Anciens musiciens et danseurs
- [Chanteurs]
- Bouro Mpela - 1999 à 2000
- Modogo Abarambwa - 1999 à 2005
- Papy Nzinga - 1999 à 2000
- Paparazzi Thoto - 1999 à 2000
- Abel Benz - 2000 à 2005
- Tonton Lay Evoloko - 2000 à 2003
- Erick Menthe - 2000 à 2003
- Abilissi Shungu - 2000 à 2001
- Mustapha Gianfranco - 2000 à 2002
- Suzuki Luzubu - 2000 à 2002
- Dady Air Force - 2002 à 2004
- Guy Banzunga - 2002 à 2004
- Ben Biyavanga - 2002 à 2004
- Tati De Son - 2002 à 2004

- [Animateurs]
- Dolce Parabolique Somono - 1999 à 2002
- Mbochi Lipasa - 1999 à 2005
- Attaquant De Pointe - 2002 à 2004
- Tapis Rouge - 2002 à 2004
- Oxygène Diallo - 2004 à 2005

- [Guitaristes/Bassistes]
- Lebou Kabuya (Solo, Mi-Solo, Rythmique) - 1999 à 2001 (Décédé)
- Pathy Bass (Basse) - 1999 à 2001
- Mike Génie (Rythmique) - 1999 à 2000
- JC Luambo (Mi-Solo, Solo) - 1999 à 2000
- Pitchou Concorde (Solo, Mi-Solo) - 2000 à 2003
- Blaise Musikasika (Rythmique,Mi-Solo) - 2000 à 2003
- Clovis Silawuka Bass (Basse) - 2000 à 2001
- Beniko Popolipo (Solo, Mi-Solo, Rythmique) - 2000 à 2002
- Rocky Blanchard Miantezolo (Basse) - 2001 à 2003
- Mbetenge Domingo (Solo, Mi-Solo,Rythmique) - 2002 à 2003
- Ana Nafi Ouri (Solo, Mi-Solo) - 2002 à 2004
- Berly Solo (Solo, Mi-Solo) - 2003 à 2005
- Didier Lalass (Basse) - 2003 à 2005
- Daniel Muanda (Solo, Mi-Solo) - 2003 à 2005 (Décédé)
- Papa Crean (Rythmique) - 2004 à 2005

- [Batteurs]
- Maradona Lontomba - 1999 à 2000
- Djoudjou Music - 1999 à 2001
- Tchétché De Balle - 2000 à 2002
- Loguylo Mabunga - 2002 à 2004
- Hugues Soki - 2003 à 2005

- [Percussionnistes]
- Charly Malonga - 1999 à 2002

- [Synthétiseurs]
- Guy Synthé - 1999 à 2000
- Éric Bamba - 1999 à 2005

- [Gongi]
- Moussa Goudiaby - 2003 à 2005

- [Danseuses]
- Blandine Franc Congolais - 1999 à 2001
- Laura Mombili - 1999 à 2002
- Ruphine Kalé - 1999 à 2003
- Cadhy Show - 1999 à 2002
- Flore Libaki - 1999 à 2004
- Bibiche Bercy - 1999 à 2000
- Eva Star - 1999 à 2000
- Valérie Lito - 2002 à 2004
- Inconnu - 2002 à 2004
- Inconnu - 2002 à 2004
- Inconnu - 2002 à 2004
- Inconnu - 2002 à 2004
- Inconnu - 2002 à 2004

- [Danseurs]
- Mulala Mulé Rouge - 2000 à 2001
- Inconnu - 2002 à 2004
- Inconnu - 2002 à 2004
- Inconnu - 2002 à 2004
- Toms Koyimbiko - 2003 à 2004